# خشت خام (برنامه تلویزیونی)
خشت خام یک برنامهٔ تلویزیونی ایرانی از مجموعه گفت‌وگوهای ویدئویی به سبک تاریخ شفاهی از سوی حسین دهباشی بود که در وبگاه‌های تاریخ آنلاین و آپارات منتشر می‌شد.

## قسمت‌ها
تاکنون این گفت‌وگوها در خشت خام قسمت منتشر شده‌است:
| شماره | مهمان                  | پرونده | تاریخ                     | منبع                 |
| ----- | ---------------------- | ------ | ------------------------- | -------------------- |
| ۱     | فائزه هاشمی            |        | ۲ آبان ۱۳۹۵ ۱۱ مرداد ۱۳۹۶ | [ ۱ ] [ ۲ ] [ ۳ ]    |
| ۲     | حمید رسایی             |        | ۹ آبان ۱۳۹۵               | [ ۴ ] [ ۵ ] [ ۶ ]    |
| ۳     | ابراهیم یزدی           |        | ۱۶ آبان ۱۳۹۵              | [ ۷ ] [ ۸ ] [ ۹ ]    |
| ۴     | صادق زیباکلام          |        | ۲۳ آبان ۱۳۹۵              | [ ۱۰ ] [ ۱۱ ] [ ۱۲ ] |
| ۵     | محمدرضا زائری          |        | ۲۳ آبان ۱۳۹۵              | [ ۱۳ ] [ ۱۴ ] [ ۱۵ ] |
| ۶     | سید محمد بهشتی         |        | ۷ آذر ۱۳۹۵                | [ ۱۶ ] [ ۱۷ ]        |
| ۷     | مهدی رحمانیان          |        | ۱۴ آذر ۱۳۹۵               | [ ۱۸ ] [ ۱۹ ]        |
| ۸     | سید هادی خامنه‌ای       |        | ۲۰ آذر ۱۳۹۵               | [ ۲۰ ] [ ۲۱ ] [ ۲۲ ] |
| ۹     | عبدالرضا داوری         |        | ۲۸ آذر ۱۳۹۵               | [ ۲۳ ] [ ۲۴ ]        |
| ۱۰    | مسعود کیمیایی          |        | ۵ دی ۱۳۹۵                 | [ ۲۵ ] [ ۲۶ ]        |
| ۱۱    | لطف‌الله میثمی          |        | ۱۲ دی                     | [ ۲۷ ] [ ۲۸ ]        |
| ۱۲    | محمد علی ابطحی         |        | ۱۹ دی ۱۳۹۵                | [ ۲۹ ] [ ۳۰ ] [ ۳۱ ] |
| ۱۳    | نادر طالب زاده         |        | ۲۶ دی ۱۳۹۵                | [ ۳۲ ] [ ۳۳ ]        |
| ۱۴    | مصطفی تاجزاده          |        | ۳ بهمن ۱۳۹۵               | [ ۳۴ ] [ ۳۵ ]        |
| ۱۵    | سید کاظم موسوی بجنوردی |        | ۹ بهمن ۱۳۹۵               | [ ۳۶ ] [ ۳۷ ]        |
| ۱۶    | ابراهیم اصغرزاده       |        | ۱۶ بهمن ۱۳۹۵              | [ ۳۸ ] [ ۳۹ ]        |
| ۱۷    | هادی غفاری             |        | ۲۳ بهمن ۱۳۹۵              | [ ۴۰ ] [ ۴۱ ]        |
| ۱۸    | محمد یزدی              |        | ۲۸ بهمن ۱۳۹۵              | [ ۴۲ ] [ ۴۳ ]        |
| ۱۹    | اردشیر خورشیدیان       |        | ۶ فروردین ۱۳۹۶            | [ ۴۴ ] [ ۴۵ ]        |
| ۲۰    | حسین علایی             |        | ۲۰ فروردین ۱۳۹۶           | [ ۴۶ ] [ ۴۷ ]        |
| ۲۱    | محمد نوری زاد          |        | ۲۶ فروردین ۱۳۹۶           | [ ۴۸ ] [ ۴۹ ]        |
| ۲۲    | عزت‌الله ضرغامی         |        | ۴ اردیبهشت ۱۳۹۶           | [ ۵۰ ] [ ۵۱ ]        |
| ۲۳    | هوشنگ امیر احمدی       |        | ۱۵ اردیبهشت ۱۳۹۶          | [ ۵۲ ] [ ۵۳ ]        |
| ۲۴    | مهدی خزعلی             |        | ۲۵ اردیبهشت ۱۳۹۶          | [ ۵۴ ] [ ۵۵ ]        |
| ۲۵    | سید ابوالحسن بنی صدر   |        | ۱۱ تیر ۱۳۹۶               | [ ۵۶ ] [ ۵۷ ]        |
| ۲۶    | علی فلاحیان            |        | ۱۸ تیر ۱۳۹۶               | [ ۵۸ ] [ ۵۹ ]        |
| ۲۷    | هوشنگ صمدی             |        | ۷ مرداد ۱۳۹۶              | [ ۶۰ ] [ ۶۱ ]        |
| ۲۸    | مسعود بختیاری          |        | ۱۵ امرداد ۱۳۹۶            | [ ۶۲ ]               |
| ۲۹    | فرض‌الله شاهین‌راد       |        | ۲۴ امرداد ۱۳۹۶            | [ ۶۳ ]               |
| ۳۰    | یونس حمامی لاله‌زار     |        | ۳۱ امرداد ۱۳۹۶            | [ ۶۴ ]               |
| ۳۱    | فیض‌الله عرب‌سرخی        |        | ۱۰ مهر ۱۳۹۶               | [ ۶۵ ]               |
| ۳۲    | محمد توسلی             |        | ۱۵ مهر ۱۳۹۶               | [ ۶۶ ]               |
| ۳۳    | شهرام رستمی            |        | ۲۴ مهر ۱۳۹۶               | [ ۶۷ ]               |
| ۳۴    | یوسفعلی میرشکاک        |        | ۳۰ مهر ۱۳۹۶               | [ ۶۸ ]               |
| ۳۵    | سرباز روح‌الله رضوی     |        |                           | [ ۶۹ ]               |
| ۳۶    | عباس امیرانتظام        |        |                           | [ ۷۰ ]               |
| ۳۷    | شاپور آذربرزین         |        |                           | [ ۷۱ ]               |
| ۳۸    | احمد زیدآبادی          |        |                           | [ ۷۲ ]               |
| ۳۹    | محمدرضا تاجیک          |        |                           | [ ۷۳ ]               |
| ۴۰    | پرویز خرسند            |        |                           | [ ۷۴ ]               |
| ۴۱    | سید کمال حیدری         |        |                           | [ ۷۵ ]               |
| ۴۲    | محمدمهدی عبدخدایی      |        |                           | [ ۷۶ ]               |
| ۴۳    | مولانا عبدالحمید       |        |                           | [ ۷۷ ]               |
| ۴۴    | کوروش زعیم             |        |                           | [ ۷۸ ]               |
| ۴۵    | محسن صفایی فراهانی     |        |                           | [ ۷۹ ]               |
| ۴۶    | احمد منتظری            |        |                           |                      |
| ۴۷    | عبدالله مؤمنی          |        |                           | [ ۸۰ ]               |
| ۴۸    | محسن کنگرلو            |        |                           |                      |